# Giro di Puglia 1987
Il Giro di Puglia 1987, sedicesima edizione della corsa, si svolse dal 21 al 25 aprile 1987 su un percorso totale di 774,5 km, ripartiti su 4 tappe più un prologo iniziale. La vittoria fu appannaggio dell'italiano Guido Bontempi, che completò il percorso in 20h13'14", precedendo i connazionali Roberto Visentini e Ezio Moroni.

## Tappe
| Tappa  | Data      | Percorso                            | km    | Vincitore di tappa | Leader cl. generale |
| ------ | --------- | ----------------------------------- | ----- | ------------------ | ------------------- |
| Pr.    | 21 aprile | Lucera > Lucera (cron. individuale) | 6,5   | Milan Jurčo        | Milan Jurčo         |
| 1ª     | 22 aprile | Lucera > Rodi Garganico             | 193   | Guido Bontempi     | ?                   |
| 2ª     | 23 aprile | Rodi Garganico > Cerignola          | 178   | Guido Bontempi     | ?                   |
| 3ª     | 24 aprile | San Ferdinando di Puglia > Monopoli | 187   | Urs Freuler        | ?                   |
| 4ª     | 25 aprile | Ostuni > Martina Franca             | 210   | Franco Chioccioli  | Guido Bontempi      |
| Totale | Totale    | Totale                              | 774,5 |                    |                     |

## Dettagli delle tappe

### Prologo
- 21 aprile: Lucera > Lucera – Cronometro individuale – 6,5 km

Risultati
| Pos. | Corridore        | Squadra        | Tempo |
| ---- | ---------------- | -------------- | ----- |
| 1    | Milan Jurčo      | Sup. Brianzoli | 8'07" |
| 2    | Czesław Lang     | Del Tongo      | a 5"  |
| 3    | Silvestro Milani | Del Tongo      | s.t.  |

| Pos. | Corridore   | Squadra        | Tempo |
| ---- | ----------- | -------------- | ----- |
| 1    | Milan Jurčo | Sup. Brianzoli | ?     |

### 1ª tappa
- 22 aprile: Lucera > Rodi Garganico – 193 km

Risultati
| Pos. | Corridore      | Squadra    | Tempo    |
| ---- | -------------- | ---------- | -------- |
| 1    | Guido Bontempi | Carrera-V. | 5h04'05" |
| 2    | Gianni Bugno   | Atala      | s.t.     |
| 3    | Daniele Asti   | Magniflex  | s.t.     |

### 2ª tappa
- 23 aprile: Rodi Garganico > Cerignola – 178 km

Risultati
| Pos. | Corridore      | Squadra    | Tempo    |
| ---- | -------------- | ---------- | -------- |
| 1    | Guido Bontempi | Carrera-V. | 4h23'35" |
| 2    | Adriano Baffi  | Gis Gelati | s.t.     |
| 3    | Flavio Chesini | Magniflex  | s.t.     |

### 3ª tappa
- 24 aprile: San Ferdinando di Puglia > Monopoli – 187 km

Risultati
| Pos. | Corridore          | Squadra | Tempo    |
| ---- | ------------------ | ------- | -------- |
| 1    | Urs Freuler        | Atala   | 5h06'12" |
| 2    | Alessio Di Basco   | Remac   | s.t.     |
| 3    | Giovanni Mantovani | Selca   | s.t.     |

### 4ª tappa
- 25 aprile: Ostuni > Martina Franca – 210 km

Risultati
| Pos. | Corridore         | Squadra    | Tempo    |
| ---- | ----------------- | ---------- | -------- |
| 1    | Franco Chioccioli | Gis Gelati | 5h31'19" |
| 2    | Pierino Gavazzi   | Remac      | s.t.     |
| 3    | Stefano Colagè    | Fibok      | s.t.     |

## Classifiche finali

### Classifica generale
| Pos. | Corridore                | Squadra                | Tempo     |
| ---- | ------------------------ | ---------------------- | --------- |
| 1    | Guido Bontempi           | Carrera-Vagabond       | 20h13'14" |
| 2    | Roberto Visentini        | Carrera-Vagabond       | a 12"     |
| 3    | Ezio Moroni              | Atala-Ofmega           | a 16"     |
| 4    | Gianni Bugno             | Atala-Ofmega           | a 19"     |
| 5    | Marco Vitali             | Atala-Ofmega           | a 20"     |
| 6    | Gianbattista Baronchelli | Del Tongo-Colnago      | a 21"     |
| 7    | Daniele Caroli           | Ecoflam-BFB            | ?         |
| 8    | Marco Saligari           | Ariostea Gres          | ?         |
| 9    | Francesco Rossignoli     | Carrera-Vagabond       | ?         |
| 10   | Giuseppe Petito          | Gis Gelati-Jollyscarpe | ?         |